# A0620-00

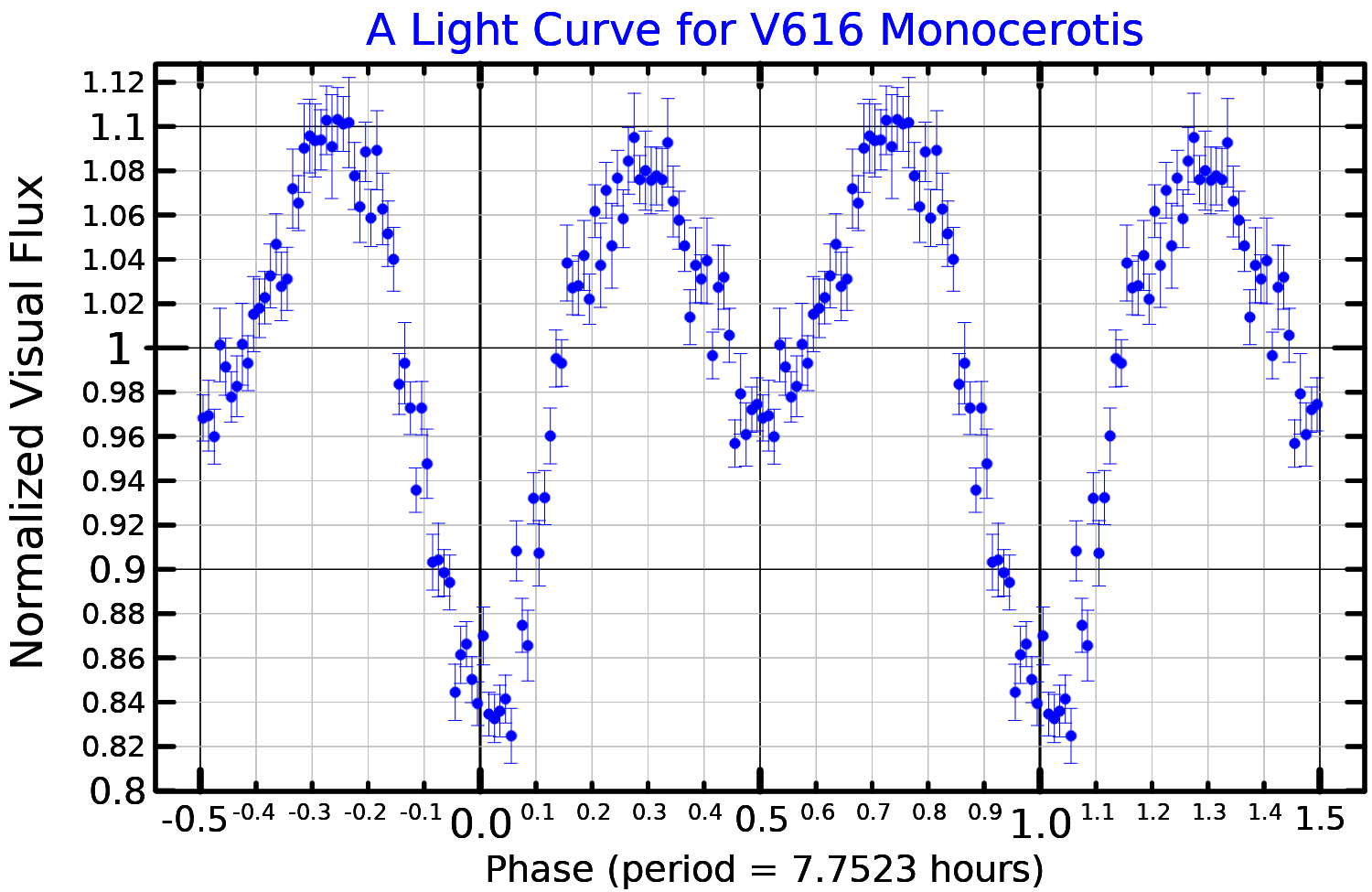
Lichtkromme van V616 Mon

A0620-00 is een dubbelster in het sterrenbeeld Eenhoorn.
Het dubbelstersysteem bestaat uit 2 objecten. Het eerste object is een hoofdreeksster, een waterstof-verbrandende ster, met een spectraaltype K (een oranje dwerg). Dit is de optisch veranderlijke ster V616 Mon. Het tweede object is niet zichtbaar, maar op basis van zijn massa van 6,6 zonnemassa kan een neutronenster uitgesloten worden en dus gaat men uit van een stellair zwart gat. De ruimtetelescoop Ariël 5 detecteerde A0620-00 in 1975 na een röntgenuitbraak (Nova Monocerotis 1975). De uitbarstingen zijn mogelijk veroorzaakt door gas dat plotseling in een zwart gat is gestroomd. Toen het de waarnemingshorizon naderde, werd het gas heter, waardoor het meer energie uitstraalde, inclusief zichtbaar licht en röntgenstralen.
Het zwarte gat trekt de materie van de kleine ster aan. Op deze manier vormt er zich een accretieschijf rond het zwarte gat. Het vergroten van deze schijf zorgt voor een steeds onstabieler zwart gat.
Met een afstand van ca. 4700 lichtjaar is A0620-00 op Gaia BH1 na het dichtstbij gelegen bekende zwarte gat in afstand tot het zonnestelsel.

## Ontstaan
In een dubbelstersysteem wordt een zwart gat meestal begeleid door een massieve heldere ster. Astronomen weten niet zeker of de kleine metgezel werd geboren samen met de massieve ster die later het zwarte gat vormde, of dat hij gevormd is uit gas en stof dat de massieve ster de ruimte in blies als een sterke 'wind'.